# Marianne Van Hirtum
Pour les articles homonymes, voir Marianne, Van et Hirtum.
Marianne Van Hirtum, née à Namur (Saint-Servais, Bricniot) le 20 juillet 1925 et morte à Paris le 11 juin 1988, est une poétesse, écrivaine, peintre et sculptrice belge liée au surréalisme.

## Repères biographiques
Marianne Van Hirtum est la fille du docteur Louis Van Hirtum, médecin-chef du sanatorium du Beau Vallon, à Saint-Servais, un hôpital psychiatrique à proximité immédiate duquel elle passe toute son enfance.
À partir de 1952, elle vit entre Bruxelles et Paris, où elle prend d'abord contact avec l'éditeur Pierre Seghers et l'écrivain Jean Paulhan, qui publiera chez Gallimard son recueil Les Insolites. En avril 1955, elle envoie des poèmes à André Breton, qui lui répond aussitôt. En 1956, la galerie Adrienne Monnier organise sa première exposition personnelle (des gouaches et des marionnettes répondant à l'inspiration de ses premiers poèmes). Elle rejoint le groupe surréaliste parisien en 1958, et participe à l'Exposition inteRnatiOnale du Surréalisme (E.R.O.S.) à la galerie Daniel Cordier (2 décembre 1959).
À partir des années 1960, elle sculpte, peint et dessine selon une technique pointilliste qui consiste à remplir tout l'espace d'une feuille de papier, de la pointe la plus fine possible. Ces œuvres sont exposées en 1970, au Ranelagh, à Paris.
Après la mort d'André Breton (1966), elle collabore au Bulletin de liaison surréaliste (BLS), puis à la revue Surréalisme avec, notamment, les poètes Vincent Bounoure, Jean-Louis Bédouin, Joyce Mansour et les peintres Jean Benoît et Jorge Camacho.
Elle habite alors, en "sauvage des villes", un appartement parisien qui frappe ses visiteurs, meublé notamment d'objets funéraires détournés et peuplé d'animaux inattendus, notamment de reptiles.
En 1976, elle publie La Nuit mathématique, un recueil de poèmes dont Jean-Louis Bédouin écrit qu'il est « d'une densité et d'une profondeur qui lui auraient attiré, en d'autres temps, l'estime des "voyants" dont on sent bien, au détour de certaines pages, qu'elle n'ignore pas leur secret, celui de cette vision éblouissante-éblouie – "Ah ! Carreaux bleus ! – Ah ! Matinées !" – dont Rimbaud embrasa le verbe » .
Dans les années 1980, elle est liée à l'écrivain Charles Duits, également marqué par le surréalisme.

## Œuvres
Poésie
- Poèmes pour les petits pauvres, 1953, Seghers.
- Les Insolites, 1956, Gallimard.
- La Nuit mathématique, 1976, éd. Rougerie, Limoges.
- Les Balançoires d'Euclide, 1977, éd. Rougerie.
- Le Cheval-Arquebuse, 1978, éd. Jean-Jacques Sergent, Orléans.
- Le Trépied des algèbres, 1980, éd. Rougerie.
- Le Papillon mental, 1983, éd. Rougerie.
- John the Pelican, poèmes traduits en anglais par Guy Flandre et Peter Wood. Recueil illustre de six dessins de l'auteur, éd. Hourglass, Paris, 1990.
- La vie fulgurante, suivi de Le cheval arquebuse, éditions L'arbre de Diane, 2021.

Contes
- Proteus Volens suivi du Fantôme du quai Anatole, éd. Hourglass, 1991.

## Expositions
Expositions personnelles
1998, Librairie-galerie L'Or du temps, Paris.
1991, Espace UVA, Paris (plaquette avec des œuvres reproduites et un texte de Marianne Van Hirtum : "Le surréalisme est une grande peau d'ours…")
1972, Librairie-galerie L'Envers du miroir (catalogue avec œuvres reproduites et des textes de Jean-Louis Bédouin, Vincent Bounoure, Jorge Camacho, Roger Renaud, Michel Zimbacca).
1972, Galerie La Voûte, Montreux (Suisse).
1970, Galerie Le Ranelagh, Paris (avec un texte de Vincent Bounoure : "MVH totémiste").
1956, Galerie Adrienne Monnier, Paris.
Expositions collectives
1999, "Scandaleusement d'elles", Galerie Pierre Belfond, Paris (œuvres reproduites dans Colville, 1999).
1989, "I Surrealisti", a cura di Arturo Schwarz, Milan (sept œuvres reproduites au catalogue).
1975, "Armes et Bagages", Lyon.
1959-1960, "Exposition inteRnatiOnale du Surréalisme (E.R.O.S.)", galerie Cordier, Paris.